# Волгоград
За Сталинградската битка вижте Битка при Сталинград.
Волгогра̀д (на руски Волгоград) е град в Южна Русия, център на Волгоградска област, Южен федерален окръг. Разположен е на западния бряг на Волга, при вливането в нея на река Царица. В миналото градът се е наричал Царицин (до 1925) и Сталинград (1925 – 1961). Населението на града през 2012 година е 1 018 739 души.

## Символ на града
Съвременният флаг на Волгоград представлява правоъгълен плат с червен цвят двустранно изображение в центъра на герба града-герой Волгоград. Съотношението широчина към дължина на флага е 2:3. Червеният цвят – изконен цвят на националния флаг на Русия, който олицетворява мъжеството, държавността, кръвта, силата и енергията. Изображението на града-герой Волгоград на флага символизира принадлежността му на града. Съотношението на площта на герба и флага е 1:7.
Съвременният герб на Волгоград представлява щит от златист цвят, който е разделен на две половини с ленти и има Медали за храброст. Горната половина на герба представлява символично изображение на непристъпната крепост на Волга. Тя е представена във вид на зъбни крепостни стени, които са украсени с червен цвят. В допълнение този медал „Златна звезда“, с който е награден градът, е изобразен в златист цвят на общия червен фон. Символът по средата със златист цвят символизира развитието на индустрията на града, а златният сноп пшеница – изобилието на волгоградските земи. Синият цвят символизира река Волга. Съотношението на ширина спрямо височина е 8:9.

## География
Географското положение на града може да се види тук от спътник. Волгоград е най-дългият град на Русия (не се броят Сочи и Находка). Дължината на града по брега на Волга е около 70 – 90 км. Основната част на града е разположена по поречието на Волга. В чертите на града влизат и ред малконаселени и необитаеми острови.
В града се намира Волго-Донски канал, който е открит през 1952 година.

### Административно деление
- Тракторозаводски район
- Краснооктомврийски район
- Дзерджински район
- Централен
- Ворошиловски
- Съветски
- Кировски
- Красноарменски

## История
Волгоград възниква с основаването през 1589 на крепостта Царицин, която трябва да укрепи нестабилната южна граница на Русия. Около нея постепенно възниква търговско селище. Царицин е превземан два пъти от разбунтували се казаци – при бунтовете на Степан Разин (1670) и Емелян Пугачов (1774). През 19 век градът се превръща във важно пристанище и регионален търговски център.
Царицин е сцена на тежки боеве по време на Руската гражданска война. Болшевиките под командването на Йосиф Сталин, Климент Ворошилов и Семьон Будьони се отбраняват в града през 1918, но са изтласкани от генерал Антон Деникин, който контролира Царицин от 1919 до 1920. През 1925 градът е преименуван на Сталинград.
През следващите години Сталинград се превръща в голям център на тежката промишленост. Той става една от основните стратегически цели на германското настъпление през Втората световна война. Германците обсаждат града от 21 август 1942 до 2 февруари 1943 в битката при Сталинград. По размера на човешките загуби това е една от най-тежките битки в човешката история, като двете страни губят общо над 1,5 милиона души. Градът е практически изравнен със земята, но възстановяването му започва още в началото на 1943.
През 1961 името на Сталинград е променено на Волгоград във връзка с кампанията на Никита Хрушчов за десталинизация. Това решение е спорно, като се вземе под внимание световната известност на името Сталинград.

## Транспорт
Наземният обществен градски транспорт е представен от автобуси, тролейбуси, трамваи.
През 1984 година действа единственият в Русия подземен трамвай. Продължителността на линията е 13,5 км. В централната част на града линията минава под земята.
Важна роля играе градската електричка, която съединява всички райони на града.
Въздушните превози се осъществяват от международното летище Волгоград.

## Висши учебни заведения
Волгоград има много ВУЗ-ове, като:
- Волгоградски държавен медицински университет
- Волгоградски държавен педагогически университет
- Волгоградски държавен технически университет Архив на оригинала от 2011-09-03 в Wayback Machine.
- Волгоградски държавен университет
- Волгоградски институт по естествени и хуманитарни науки
- Волгоградски институт по икономика, социология и право
- Волгоградска държавна селскостопанска академия
- Волгоградски държавно архитектурно-строителен университет

## Култура
Държавен Донско-казашки театър (ГДКТ) основан през декември 1992 година. Основател и художествен ръководител е Владимир Иванович Ляпичев. Това е единственият театър в Русия, чиито постановки напълно се основават на исторически и фолклорни казашки традиции.
Волгоградски детски музикален експериментален театър е основан през 1932 година като Сталинградски театър на музикалната комедия. Разположен в здание на крайбрежието на Волга. Разцветът на театъра е през 60-70-те години на XX век, когато се представят много нови пиеси на съветски автори, писали на текущия творчески състав театрови музикомедии. През 1995 е преобразуван във Волгоградски общински музикален театър.
Други:
- Волгоградски нов експериментален театър
- Волгоградски областен театър на куклите
- Волгоградски театър на юношите (младите зрители)
- Волгоградски младежки театър Алексей Серов открит на 29 септември 2006 година.

## Побратимени градове
Списък на градовете побратимени с Волгоград и подписали споразумение за сътрудничество.
- Ковънтри (на английски: Coventry), Великобритания (1943)
- Острава, Чехия (1948)
- Кеми (на фински: Kemi), Финландия (1959)
- Лиеж (на френски: Liège, Белгия (1959)
- Дижон, Франция (1959)
- Торино (на италиански: Torino), Италия (1961)
- Порт Саид (на арабски: بورسعيد)], Египет (1962)
- Ченаи, Индия (1967)
- Хирошима, Япония (1972)
- Кьолн (на немски: Köln), Германия (1988)
- Кемниц (на немски: Chemnitz), Германия (1988)
- Кливланд (на английски: Cleveland), САЩ (1990)
- Торонто (на английски: Toronto), Канада (1991)
- Дзилин, Китай (1994)
- Ереван, Армения (1998)
- Чънду, Китай (1994)
- Крушевац, Сърбия (1999)
- Русе, България (2001)
- Тираспол, Молдова (2006)
- Плонск Полша (2008)
- Сандански, България (2008)

## Икономика
След 1991 г. много заводи са затворени, например – известна фабрика, където се произвеждат трактори (1930 – 2007).